# Majdánka
Majdánka (ukránul: Майдан [Majdan]) település Ukrajnában, Kárpátalján, a Huszti járásban.

## Fekvése
Ökörmező és Tojma közti település. Repenyétől a Radnai- és Turonyi-hágó felé vezető úton közelíthető meg. Környékét nagy fenyveserdők borítják. Határában több ásványvízforrás is fakad.

## Története
A település egykori birtokosai a Teleki grófok voltak, de birtokrésze volt itt a Pogány családnak is. A településnek már a 19. században volt fűrészmalma is.
A 20. század elején Majdánka a Máramaros vármegye Ökörmezői járásához tartozott.
1910-ben 2622 lakosából 50 magyar, 826 német volt.  A 2688 lakosból 21 római katolikus, 1761 görögkatolikus, 833 izraelita volt.

## Népesség
Majdánka Ruszin lakosságú falu. 

## Nevezetességek
- Görögkatolikus fatemploma - 18. században Szent Miklós tiszteletére épült.

A templom hosszhajós elrendezésű, hármas tömegtagolódású, kialakításában a szomszédos Repenye templomához hasonló. A hajót a megkettőzött tornác a torony vonaláig övezi, mint Repenyén. A bejárat fölötti tetőzet oromfal jellegű. Felette emelkedik a galériás torony, amelynek nagyon magas sokszögű gúlasisakja széles, sapkaszerű résszel kapcsolódik a torony-erkélyhez. A templomegyüttes része a jellegzetes kőfeszület is.